# Felipe Alcaraz
Luis Felipe Alcaraz Masats (Granada, 1 de marzo de 1943) es un político y escritor español, ha sido diputado en el Parlamento Andaluz, secretario general del Partido Comunista de Andalucía (PCA), diputado en el Congreso de los Diputados, presidente ejecutivo del Partido Comunista de España y portavoz federal de Izquierda Unida. Cuenta con seis novelas publicadas, tres libros de poesía y docenas de artículos literarios.
Renunció a la paga de pensión máxima vitalicia, a la que tenía derecho como exparlamentario, igual que su homólogo Julio Anguita.

## Biografía
Doctor en Filología Románica, ejerce como profesor universitario y se inicia en la política en los años cincuenta desde la izquierda, como parte de la oposición al franquismo. En 1973 se afilia al Partido Comunista de España (PCE), para ingresar finalmente en 1979 en el Comité Central, siendo elegido diputado por Jaén.
En 1981 es elegido secretario general del  PCA, cargo que mantiene hasta 2002. Durante ese periodo es diputado del Parlamento de Andalucía por Sevilla en 1982, 1986 y 1990, siendo varias veces portavoz parlamentario del PCE y de IU.
En 1993, 1996 y 2000 es de nuevo elegido diputado nacional por Sevilla, siendo también portavoz de IU en el Congreso de los Diputados donde asumió los siguientes cargos:
- Vocal Suplente Diputación Permanente desde el 10/07/1995 al 27/03/1996
- Vocal Comisión de Justicia e Interior desde el 11/07/1995 al 09/01/1996
- Vocal Comisión de Defensa desde el 07/04/1994 al 11/07/1995
- Vocal Comisión de Educación y Cultura desde el 08/09/1993 al 11/07/1995
- Secretario Segundo Comisión de Presupuestos desde el 08/09/1993 al 07/04/1994
- Vocal Comisión de Infraestructuras y Medio Ambiente desde el 16/09/1993 al 09/01/1996
- Vocal Comisión de Control Parlamentario sobre RTVE desde el 08/09/1993 al 09/01/1996
- Vocal Comisión Mixta para las Relaciones con el Tribunal de Cuentas desde el 11/07/1995 al 09/01/1996
- Vocal Comisión no permanente sobre la financiación de los partidos políticos desde el 18/05/1994 al 09/01/1996
- Ponente Ponencia Prop.L.O.reforma Estatuto Autonomía Extremadura (exp.127/11) desde el 18/11/1993 al 18/11/1993
- Ponente Ponencia Proy.L.medidas urgentes para la cinematografía (exp.121/27) desde el 03/03/1994 al 03/03/1994
- Ponente Ponencia Proy.L. de Fundaciones y de Incentivos fiscales (exp. 121/25) desde el 22/03/1994 al 10/05/1994
- Ponente Ponencia Proy.L.incorp.norm.93/83/CEE s/der.autor via satélite(121/97) desde el 13/06/1995 al 13/06/1995
- Ponente Ponencia Proy.L.incorp.norm.93/98/CEE s/plazo protec.der.autor(121/96) desde el 13/06/1995 al 13/06/1995
- Ponente Ponencia Proy.L.s/derechos autor ámbito Propiedad Intelec. (exp.121/52 desde el 18/10/1994 al 15/11/1994
- Ponente Ponencia Proy.L. s/ restitución bienes culturales (exp.121/47). desde el 21/09/1994 al 21/09/1994
- Ponente Ponencia Proy.L. participación Fondo Medio Ambiente Mundial (ex.121/20 desde el 22/02/1994 al 22/02/1994
- Ponente Ponencia estudio reforma Plan Empleo Rural y Subsidio Agrario(154/5) desde el 10/03/1994 al 09/05/1994
- Ponente Ponencia Prop.L.declaración reserva natural Salinas de Ibiza (122/52) desde el 05/04/1995 al 05/04/1995
- Ponente Ponencia Cuenta General del Estado de 1992 /exp. 250/5) desde el 12/12/1995 al 12/12/1995
- Ponente Ponencia Proy.L.de televisión local por ondas terrestres (121/87) desde el 27/09/1995 al 27/09/1995
- Ponente Ponencia Proy.L.Directiva 89/552/CEE s/radiodifusion telev.(exp.121/29 desde el 23/03/1994 al 23/03/1994
- Ponente Ponencia Proy.L. de telecomunicaciones por cable (exp. 121/86). desde el 24/10/1995 al 24/10/1995

Pierde su escaño en las elecciones generales de marzo de 2004. En diciembre del mismo año intenta disputar a Gaspar Llamazares la coordinación general de Izquierda Unida en la VIII Asamblea Federal de la coalición, aunque finalmente retira su candidatura apoyando la de Enrique Santiago.
En el XVII Congreso Federal del PCE (junio de 2005), y apoyado por el Partido Comunista andaluz, llega a un acuerdo con Francisco Frutos para presentar una lista conjunta, siendo elegido Presidente Ejecutivo con el 80 % de los votos.
En el plano literario cuenta con varias novelas publicadas: Sobre la autodestrucción y otros efectos (1975), Informe de una toma de partido en literatura (1977), El sueño de la libertad (1981), Amor, enemigo mío (1993), Extraños centinelas (2006), La muerte imposible (2009) y La conjura de los poetas (2010). En poesía ha publicado Azahar y caballo (1986), Conspiración de olvido (1988), Navegación de silencio (2003), Serpentario (2014) y Elegía a Javier Egea (2015).
Su hijo, Lucas Alcaraz, es entrenador de fútbol, actualmente del Albacete Balompié.